# José Canastuj
José Canastuj , né le 12 janvier 1997, est un coureur cycliste guatémaltèque.

## Biographie
En fin d'année 2019, il se distingue en remportant la septième étape du Tour du Guatemala,.

## Palmarès et résultats

### Palmarès par année
- 2018
  -  Champion du Guatemala sur route espoirs
- 2019
  - 1re étape de la Clásica Patzún
  - 2e étape du Tour Valle de Sula
  - 7e étape du Tour du Guatemala
  - 2e de la Clásica Patzún
  - 3e de la Holy Saturday Cross Country Cycling Classic
  - 3e du championnat du Guatemala du contre-la-montre espoirs
  - 3e du Tour Valle de Sula
- 2020
  - Tour por la Paz :
    - Classement général
    - 1re et 3e étapes
- 2021
  - Europa Tour
  - 2e étape du Tour du Honduras
- 2022
  - Clásica de Fraijanes :
    - Classement général
    - 1re étape

  - 3e du championnat du Guatemala du contre-la-montre par équipes
- 2023
  - 3e étape de la Pre-Vuelta Guatemala
  - 2e étape du Tour du Guatemala
- 2024
  - 3e étape de la Vuelta Altiplano Marquense
  - 1re étape de la Clásica de San José Chacayá
  - 3e étape du Tour du Costa Rica
  - 2e de la Clásica de San José Chacayá

### Classements mondiaux
| Année                                 | 2018  | 2019  | 2020  | 2021  | 2022  | 2023  |
| ------------------------------------- | ----- | ----- | ----- | ----- | ----- | ----- |
| Classement mondial                    | 1967e | 2136e | 2000e | 1607e | 1684e | 2423e |
| UCI America Tour                      | 237e  | 324e  | 195e  | 258e  | 258e  | nc    |
|                                       |       |       |       |       |       |       |
| Légende : nc = non classéSource : UCI |       |       |       |       |       |       |